# مرکز تبادل کتاب
مرکز تبادل کتاب مرکزی به منظور تبادل کتاب در تهران است که در نزدیکی چهارراه ولیعصر قرار دارد. این مرکز که اواخر خرداد ۱۳۹۴ افتتاح شد، شنبه تا پنج‌شنبه از ساعت ۹ صبح تا ۱۹:۳۰ شب فعالیت می‌کند.
ایده تأسیس این مرکز فرهنگی، اولین بار از سوی محسن پیرهادی مطرح شده و در مرکز مالکیت معنوی کشور به نام او ثبت گردیده‌است.